# Andreas Krogh
Pour les articles homonymes, voir Krogh.
Andreas Jens Krogh, né le 9 juillet 1894 à Oslo et mort le 25 avril 1964 dans la même ville, est un patineur artistique norvégien.
Il est sacré champion de Norvège à quatre reprises (1912, 1914, 1915 et 1935), médaillé d'argent au Championnat d'Europe de patinage artistique 1914 et remporte une médaille d'argent aux Jeux olympiques de 1920 à Anvers.
Il est aussi champion de Norvège en couple avec Astrid Nordsveen en 1914.  

## Palmarès
| Compétition | 1912 | 1913 | 1914 | 1915 | 1916 | 1917 | 1918 | 1919 | 1920 | ... | 1935 |
| Jeux olympiques d'hiver | X    |      |      |      | JA   |      |      |      | 2e   |     |      |
| Championnats du monde |      |      |      | CA   | CA   | CA   | CA   | CA   | CA   |     |      |
| Championnats d'Europe |      |      | 2e   | CA   | CA   | CA   | CA   | CA   | CA   |     |      |
| Championnats de Norvège | 1er  |      | 1er  | 1er  |      |      |      |      |      |     | 1er  |
| Légende : X = Pas de patinage artistique aux Jeux olympiques d'été de 1912 ; JA = Jeux olympiques d'été annulés ; CA = Championnats annulés |      |      |      |      |      |      |      |      |      |     |      |